# Милош Симоновић (фудбалер)
Милош Симоновић (Зајечар, 28. маја 1990) српски је фудбалер који тренутно наступа за Тимок.

## Каријера
Милош Симоновић је рођен у Зајечару, а у раној фази каријере наступао је за Београд 1929, Балкан Миријево и обреновачки Раднички. Играјући за те клубове забележио је више од 100 утакмица у Српској лиги Београда уз неколико постигнутих погодака. Касније је прешао у екипу Инђије, где је по први пут наступио у савезном рангу, а после сезоне и по отишао је у крушевачки Напредак. За Напредак је одиграо прву полусезону такмичарске 2015/16. у Првој лиги Србије, а у наставку сезоне прослеђен је екипи сурдуличког Радника. У Суперлиги Србије дебитовао је 21. фебруара 2016. у поразу Радника од Вождовца на крову Тржног центра резултатом 2 : 1. Члан Напретка, у који се вратио после истека позајмице, остао је до лета 2018. године. Недуго затим приступио је екипи Согдијане. У фебруару 2019. Симоновић је потписао једноипогодишњи уговор са Радником из Бијељине. Дебитовао је истог месеца, у минималној победи над Жељезничаром. У мају те године, Радник је освојио Куп Републике Српске. У септембру 2020. Симоновић је приступио Крупи као слободан играч, али је три месеца касније раскинуо уговор и напустио клуб. Потом се вратио у Бијељину и за тамошњи Радник наступао у првој половини наредне године. Током лета 2021. напустио је бијељински Радник и појачао истоимени тим из Сурдулице. У фебруару 2022. вратио се у родни Зајечар и приступио екипи Тимока.

## Репрезентација
У јануару 2017. селектор Фудбалске репрезентације Србије Славољуб Муслин уврстио је Симоновића на списак фудбалера из домаћег шампионата за пријатељски сусрет у Сан Дијегу. Дебитовао је против састава Сједињених Америчких Држава, у ремију без погодака, ушавши у игру уместо Немање Ћаласана у 55. минуту утакмице.

## Статистика

### Клупска
Ажурирано 13. фебруара 2022.
|                              |          |                                   |     |   |    |   |   |   |   |   |     |   |  |  |
| Београд 1929                 | 2008/09. | Српска лига Београд               | 17  | 0 | —  | — | — | — | — | — | 17  | 0 |  |  |
| Београд 1929                 | 2009/10. | Српска лига Београд               | 26  | 1 | —  | — | — | — | — | — | 26  | 1 |  |  |
| Београд 1929                 | 2010/11. | Српска лига Београд               | 25  | 3 | —  | — | — | — | — | — | 25  | 3 |  |  |
| Београд 1929                 | Укупно   | Укупно                            | 68  | 4 | —  | — | — | — | — | — | 68  | 4 |  |  |
|                              |          |                                   |     |   |    |   |   |   |   |   |     |   |  |  |
| Балкан Миријево              | 2011/12. | Српска лига Београд               | 27  | 1 | —  | — | — | — | — | — | 27  | 1 |  |  |
|                              |          |                                   |     |   |    |   |   |   |   |   |     |   |  |  |
| Раднички Обреновац           | 2012/13. | Српска лига Београд               | 28  | 1 | —  | — | — | — | — | — | 28  | 1 |  |  |
| Раднички Обреновац           | 2013/14. | Српска лига Београд               | 11  | 0 | —  | — | — | — | — | — | 11  | 0 |  |  |
| Раднички Обреновац           | Укупно   | Укупно                            | 39  | 1 | —  | — | — | — | — | — | 39  | 1 |  |  |
|                              |          |                                   |     |   |    |   |   |   |   |   |     |   |  |  |
| Инђија                       | 2013/14. | Прва лига Србије                  | 15  | 1 | —  | — | — | — | — | — | 15  | 1 |  |  |
| Инђија                       | 2014/15. | Прва лига Србије                  | 26  | 0 | 2  | 0 | — | — | — | — | 28  | 0 |  |  |
| Инђија                       | Укупно   | Укупно                            | 41  | 1 | 2  | 0 | — | — | — | — | 43  | 1 |  |  |
|                              |          |                                   |     |   |    |   |   |   |   |   |     |   |  |  |
| Радник Сурдулица (позајмица) | 2015/16. | Суперлига Србије                  | 11  | 0 | —  | — | — | — | — | — | 11  | 0 |  |  |
|                              |          |                                   |     |   |    |   |   |   |   |   |     |   |  |  |
| Напредак Крушевац            | 2015/16. | Прва лига Србије                  | 14  | 1 | 1  | 0 | — | — | — | — | 15  | 1 |  |  |
| Напредак Крушевац            | 2016/17. | Суперлига Србије                  | 34  | 1 | 1  | 0 | — | — | — | — | 35  | 1 |  |  |
| Напредак Крушевац            | 2017/18. | Суперлига Србије                  | 29  | 0 | 2  | 0 | — | — | — | — | 31  | 1 |  |  |
| Напредак Крушевац            | Укупно   | Укупно                            | 77  | 2 | 4  | 0 | — | — | — | — | 81  | 2 |  |  |
|                              |          |                                   |     |   |    |   |   |   |   |   |     |   |  |  |
| Согдијана                    | 2018.    | Суперлига Узбекистана             | 17  | 0 | —  | — | — | — | 1 | 0 | 18  | 0 |  |  |
|                              |          |                                   |     |   |    |   |   |   |   |   |     |   |  |  |
| Радник Бијељина              | 2018/19. | Премијер лига Босне и Херцеговине | 14  | 0 | —  | — | — | — | — | — | 14  | 0 |  |  |
| Радник Бијељина              | 2019/20. | Премијер лига Босне и Херцеговине | 19  | 0 | 1  | 0 | 2 | 0 | — | — | 22  | 0 |  |  |
| Радник Бијељина              | 2020/21. | Премијер лига Босне и Херцеговине | 14  | 0 | —  | — | — | — | — | — | 14  | 0 |  |  |
| Радник Бијељина              | Укупно   | Укупно                            | 39  | 0 | 1  | 0 | 2 | 0 | — | — | 42  | 0 |  |  |
|                              |          |                                   |     |   |    |   |   |   |   |   |     |   |  |  |
| Крупа                        | 2020/21. | Премијер лига Босне и Херцеговине | 6   | 0 | 3  | 0 | — | — | — | — | 9   | 0 |  |  |
|                              |          |                                   |     |   |    |   |   |   |   |   |     |   |  |  |
| Радник Сурдулица             | 2021/22. | Суперлига Србије                  | 12  | 0 | 1  | 0 | — | — | — | — | 13  | 0 |  |  |
| Радник Сурдулица             | Укупно   | Укупно                            | 23  | 0 | 1  | 0 | — | — | — | — | 24  | 0 |  |  |
|                              |          |                                   |     |   |    |   |   |   |   |   |     |   |  |  |
| Тимок                        | 2021/22. | Прва лига Србије                  | 0   | 0 | —  | — | — | — | — | — | 0   | 0 |  |  |
|                              |          |                                   |     |   |    |   |   |   |   |   |     |   |  |  |
| Каријера                     | Каријера | Каријера                          | 337 | 9 | 11 | 0 | 2 | 0 | 1 | 0 | 351 | 9 |  |  |
|                              |          |                                   |     |   |    |   |   |   |   |   |     |   |  |  |

### Репрезентативна
Ажурирано 2. августа 2021.
| Србија | Србија  | Србија |
| Године | Наступа | Голова |
| ------ | ------- | ------ |
| 2017.  | 1       | 0      |
| Укупно | 1       | 0      |

## Трофеји и награде
Напредак Крушевац
- Прва лига Србије : 2015/16.[46]

Радник Бијељина
- Куп Републике Српске : 2018/19.[16]